# 祖翼兽属
祖翼兽属是一属已灭绝的滑翔类哺乳动物，其化石产自中国辽宁省建昌县的晚侏罗世髫髻山组地层。
祖翼兽属的模式种为似叉骨祖翼兽（Maiopatagium furculiferum），由罗哲西等于2017年首次描述。祖翼兽属与翔齿兽属同属最原始的滑翔类哺乳动物，其化石的发现表明早在侏罗纪时哺乳动物便已由地面栖息向空中运动演化。